# NGC 3613
NGC 3613是一个位于大熊座的椭圆星系，1793年4月8日由威廉·赫歇爾发现。NGC 3613内有两千多个球狀星團，是一个星系团的中心。2011年，人们在NGC 3613发现Ia超新星SN 2011eh。